# Споменик Дражгошкој бици
Споменик Дражгошкој бици (словен. Spomenik Dražgoški bitki) је монументални споменик код села Дражгоша, саграђен 1976. године. Подигнут је у знак сећања на Дражгошку битку из 1942. године. Аутори споменика су Стојан Батич, Борис Кобета и Иве Шубиц.

## Историјат
Немачке снаге су, крајем децембра 1941. године, покренуле офанзиву против партизана окупљених у Партизанском батаљону „Иван Цанкар“. Борбе су трајале неко време све до коначног сукоба 9. јануара 1942. код села Дражгоша. Битка је трајала до 11. јануара ујутро, када је Штаб батаљона наредио повлачење преосталих живих бораца. Немци су после тога одлучили да покажу своју моћ и дају пример осталим устаницима уништењем села. Стрељано је око 30 сељана, 81 разаслан у концентрационе логоре, а село у фебруару у целости уништено и спаљено. После рата, село је обновљено, а преживели становници су се вратили.
Средином 1970-их, решено је да се у спомен на ове догађаје на падинама Јеловице сагради споменик. Дана 22. јула 1976. године, споменик је свечано отворен. На споменику су радили вајар Стојан Батич, архитекта Борис Кобета и ликовни уметник Иве Шубиц. Батич је извајао бронзане скулптуре две скупине бораца, Кобета је реализовао архитектонску структуру споменика, а Шубиц је израдио зидни мозаик.

## Опис споменика
Споменик је остварен у више сегмената. У подножју се налази маузолеј са бронзаном спомен-плочом и криптом у којој су похрањени посмртни остаци палих бораца и жртава фашизма из Дражгоша. У унутрашњости структуре налази се полукружни мозаик на површини 16 м2 са сценама из Дражгошке битке и борби на Мошењској планини, камо се батаљон касније склонио. До споменика воде степенице, одакле пуца поглед на долину у којој се налази Дражгоше. На првом спрату споменика налазе се бронзане скулптуре бораца.